# Branimir Hrgota
Branimir Hrgota, född 12 januari 1993 i Zenica i Bosnien och Hercegovina, är en svensk fotbollsspelare som spelar för Greuther Fürth, där han är lagkapten.
Han var uttagen i U21 landslagets-trupp till U21-Europamästerskapet 2015. Där lyckades han och resten av truppen med att knipa guldmedaljen efter vinst på straffar mot Portugal. 
Branimirs yngre bror, Marin, spelar även han i Greuther Fürth.

## Klubbkarriär

### Ungdomsåren
Branimir spelade fram till 15 års ålder i IK Tord, som är en lokal konkurrerande klubb till Jönköpings Södra IF. Han var även lovande i karate men i och med klubbytet 2008 fokuserade han helt på fotbollen. 2009 var Branimir med i Jönköpings Södra som vann sin grupp i Pojkallsvenskan det året. Inför säsongen 2011 presenterades han till A-truppen och han debuterade som inhoppare den 16 april 2011 i hemmamötet mot Västerås SK. Branimirs första hattrick skedde den 16 juli 2011 hemma mot IK Brage.
I och med sin popularitet hos Jönköping Södras fans har han fått en egen signaturmelodi som följer mönstret av Fest hos Mange, fast namnet Mange är utbytt till smeknamnet "Branne".

### Proffskarriär
Hrgota tog studenten på fotbollsgymnasiet Sanda i Huskvarna. Den 6 juni 2012 blev Hrgota klar för den tyska Bundesliga-klubben Borussia Mönchengladbach. Den 25 augusti 2012 debuterade Branimir i bundesligan med att bli inbytt i 74:e minuten i Mönchengladbachs 2-1-seger hemma mot Hoffenheim.
Efter en ganska misslyckad första säsong i Borussia Mönchengladbach lossnade det rejält för Branimir, då han gjorde tre mål i sin första match från start.
Den 5 juni 2016 blev Hrgota klar för den tyska Bundesliga-klubben Eintracht Frankfurt. Den 7 augusti 2019 värvades Hrgota av 2. Bundesliga-klubben Greuther Fürth, där han skrev på ett tvåårskontrakt. Den 7 december 2019 gjorde Hrgota två mål i en 3–1-vinst över Bochum. I juni 2021 förlängde han sitt kontrakt med tre år. Den 12 februari 2022 var Hrgotas mål mot Hertha Berlin, efter 27 sekunder, det snabbaste målet den säsongen. I augusti 2022 förlängde han sitt kontrakt i Greuther Fürth fram till sommaren 2026.

## Landslagskarriär
Hrgota, som är född i Bosnien-Hercegovina av bosnienkroatiska föräldrar, uppvaktades länge av det kroatiska U21-landslaget. Hrgota valde till slut under 2014 att representera Sverige och debuterade i A-landslaget den 9 augusti 2014 i en match mot Estland. Den 16 mars 2022 blev Hrgota uttagen till VM-Kval playoff 2022 mot Tjeckien och Polen, men fick ingen speltid.

## Statistik

### Seriematcher (mål)
- 2011: 25 (18) - Jönköpings Södra IF
- 2012: 14 (10) - Jönköpings Södra IF, per den 2 juli 2012

### Övriga meriter
- 2011 Skyttekung i Superettan på 18 mål för Jönköpings Södra IF.
- 2011 6 P18-landskamper för Sverige och 1 mål (mot Danmark 1/9-11)